# Svenska bildningens vänner
Svenska bildningens vänner är en kulturförening som grundades 1880 i Åbo på initiativ av bland andra lyceilektorn  Gustaf Cygnæus.
Föreningen gjorde under 1900-talets första decennier en insats bland annat genom att främja inrättandet och upprätthållandet av folkskolor och bibliotek i den åboländska och åländska skärgården. Länge upprätthöll föreningen en stor blandad kör, från 1956 i samarbete med Arbetets vänner i Åbo. Kören antog 1965 namnet Sångens vänner och blev 1988 en självständig förening.
Svenska bildningens vänners nuvarande intresseområden är musik och litteratur. Sedan 1979 verkar ett spelmanslag för nybörjare, Bråkstråkarna och 1996 bildades en blåsensemble, BlåsLaget. Två lyrikläsningsgrupper verkar sedan början av 1990-talet. och en litteraturstudiegrupp sedan 2004. Föreningen deltar i samarbete med andra föreningar i arrangerandet av olika kulturevenemang i Åbo med omnejd.